# 猫はワンワン犬はニャーオ
『猫はワンワン犬はニャーオ』（原題：Switchin' Kitten）はトムとジェリーの短編作品の一つ。1961年9月7日公開。4:3標準サイズで製作された。シリーズ通算115作目でありジーン・ダイッチ期1作目である。
ジーン・ダイッチ（Gene Deitch）演出による最初の作品であり、「トムとジェリー」としては3年ぶりに製作された短編作品となった。

## あらすじ
ある猛烈な嵐の夜。道中ではぐれたトムは1軒の城に辿り着いた。しかしその城はマッドサイエンティストの研究所であった。科学者は助手のジェリーが指名した、赤猫とブルドッグの魂を入れ替える実験に成功していた。
実験室に着いたトムはジェリーを発見、さっそく捕まえようと企んだが、赤猫に妨害されてしまう。赤猫はブルドッグの魂を持っている為、ジェリーになつき、骨をしゃぶり、トムがジェリーに接近しようとするとトムに吼えまくる始末。気が狂いそうになったトムは研究所内で助けを求めようと他の動物と顔を合わすが、彼らもまた科学者の実験の犠牲となっており、象がカナリヤの、先述のブルドッグが猫の、カナリヤが牛の鳴き声で返答した。
そして、とどめにはジェリーが作品配給元のMGMのオープニングタイトル「レオ・ザ・ライオン」の如く「ガオー」と吼える。
半ば狂猫と化したトムは、とうとう研究所から逃げ出してしまった。

## 登場キャラクター
トム
科学研究所となっている城にたどり着き、そこに助手として雇われていたジェリーを捕まえようとするが、ブルドッグの魂を持った赤猫に撃退され、他の動物も別の動物の魂に入れ替えられて本来とは異なる鳴き声をしたのを見ると、ジェリー捕獲を諦め研究所から逃げ出した。
ジェリー
科学研究所に助手として雇われ、ブルドッグの魂を持った赤猫にボディーガードとなってトムを撃退してもらう。最後は猫の鳴き声で吠えた。
科学者
ジェリーを助手に従えて「動物の魂を入れ替える実験」をする。
象
科学者によって魂をカナリアに入れ替えられた。
カナリア
科学者によって魂を牛に入れ替えられた。
赤猫
科学者によって魂をブルドッグに入れ替えられ、ジェリーと意気投合してトムを撃退する。
ブルドッグ
科学者によって魂を赤猫に入れ替えられた。

## 日本でのテレビ放映
- TBS系および他系列で1964年～1990年頃まで時折放映された。
  - その際の吹き替えでは、先述の「レオ・ザ・ライオン」のシーンは吹替版に合わせ「にゃおー」に改変されていた。
  - 80年代頃までの放送では、科学者をナレーションが「キチガイ博士」と呼ぶシーンがあったが、放送禁止用語と扱われる様になってからの放送ではそのシーンが無音になっている(『南の島』と同様)。
  - 現在放送中のカートゥーン ネットワークでは、本作は放映されていない（精神障害や動物実験の描写があるため）。